# دانیل اونگا
دانیل اُنِگا (اسپانیایی: Daniel Onega‎؛ زادهٔ ۱۷ مارس ۱۹۴۵) بازیکن بازنشستهٔ فوتبال در پست مهاجم اهل آرژانتین است.

## باشگاهی
از تیم‌هایی که در آن بازی کرده می‌توان به راسینگ کلوب آویاندا، کوردوبا و ریور پلیت اشاره کرد.

## تیم ملی
وی همچنین در تیم ملی فوتبال آرژانتین بازی کرده‌است.